# نعيمة زيتان
نعيمة زيطان ، مزدادة في 16 أكتوبر 1967 بالناظور ، المغرب ، هي مخرجة وكاتبة ومؤلفة مسرحية وأستاذة مسرح مغربية. مسرحياته مكتوبة بالعربية الفصحى والدارجة المغربية . وهي أيضًا مخرجة أفلام قصيرة.
مؤسسة لمسرح أكواريوم، الذي ظلت مديرته الفنية منذ إنشائه سنة 1994.

## سيرة
نعيمة زيطان ابنة أمينة التويهيني وعبد السلام زيطان الطبيب البيطري الذي اشتغل بالمناطق النائية في شمال شرق المغرب ،حيث قضت جزءا من طفولتها إلى أن استقرت الأسرة أخيرا في شفشاون . أمينة زيطان هي ثالثة إخوتها السبعة ،أربع شقيقات وشقيقين.

### البدايات
نعيمة زيطان تابعت دراستها الإعدادية والثانوية بمدينة شفشاون حتى حصلت على الباكالوريا في الآداب، وفي نفس الفترة مارست المسرح والموسيقى لمدة 5 سنوات في المعهد الموسيقي بالمدينة. كانت تفضل البيانو، لكن زاد اهتمامًها بآلات القرع .
رحلت من مدينة شفشاون إلى الرباط لمتابعة دراستها بالمعهد العالي للفنون المسرحية والتنشيط الثقافي سنة 1989. حيت حصلت على شهادتها في التنشيط الثقافي عام 1994 وفي نفس السنة أسست مع بوسلهام الضعيف ولطيفة بوعلي، خريجا نفس المعهد، جمعية مسرح أكواريوم التي كان مقرها في البداية في شقتها الخاصة. اتجهت منذ البداية نحو الإخراج وبدأت في تطوير عملها في إتجاه الممثلين
خلال فترة دراستها الثانوية والعالي، ناضلت نعيمة زيطان داخل جمعيات للدفاع عن حقوق الإنسان وحقوق المرأة، إلى جانب أسماء كبيرة في هذه الحركة مثل لطيفة جبابدي ، زهور العلوي، عائشة لخماس. التحقت بالجمعية المغربية للنساء التقدميات لمدة 4 سنوات. بعد انتقالها للحياة المهنية، قررت تحويل نضالها لخشبة المسرح . عملت أيضًا كمستشارة للصندوق العالمي للمرأة ، قبل انتخابها رئيسة للاتحاد الوطني لمهنيي المسرح بمنطقة الرباط. وفي عام 2016، انضمت إلى المجلس الوطني لحقوق الإنسان بمنطقة الرباط تحت إشراف عبد القادر أزريع.

### حياة مهنية
موازاتا مع عملها في جمعية مسرح أكواريوم، حصلت نعيمة زيطان سنة1995 على منصب في قسم الفنون الذي أنشأته وزارة الثقافة والملحق بقسم الفنون. رئيسة قسم التدريب المسرحي في البداية، ثم رئيسة قسم الفنون الشعبية، بعدها تولت مسؤولية وحدة تنظيم المهرجانات في المغرب لمدة عشر سنوات. عند وصول ثريا جبران إلى منصب وزيرة الثقافة سنة 2007، تم إجراء إصلاح في الوزارة، حيث تمت إدارة المهرجانات على المستوى الإقليمي وتم إنشاء مراكز لتعليم الفنون المسرحية في جميع أنحاء المغرب ، سنة 2010 تم تكليف نعيمة زيطان بتدريس الدراما والترجمة الفورية في مركز الرباط,.
بدأت نعيمة زيطان في مشوارها المسرحي بأعمال لمؤلفين عالميين مثل يوجين أونيل أو ألفونسو ساستر ، وحولتها إلى الدارجة المغربية حتى يقبلها الجمهور المغربي. وكانت النتيجة تلك المسرحيات الثلاث الأولى التي عرضها مسرح أكواريوم من سنة 1994 إلى سنة 1996. سنة 1996 اختارت العمل على مسرحية ألفونسو ساستري سرب على الطريق إلى الموت حيث أسندت دور الجنود للنساء. يمثل هذا العمل نقطة تحول بالنسبة لها، حيث قررت بعد ذلك العمل في عروض خاصة بالسياق المغربي,.
استعانت نعيمة زيطان منذ سنة 1999 بالمؤلفين المغاربة، أول شراكة لها مع الكاتبة حليمة زين العابدين، قامت بإخراج "تاريخ النساء" . وتوالت أعمال أخرى عديدة بين المرأتين. في هذه الفترة نفسها سيتم تحديد اتجاه عمل نعيمة زيطان، وكل المسرحيات التي ستتبعها سوف تخلف صدى التزامها النضالي وستنخرط في إدانة العنف الذي تعاني منه المرأة داخل المجتمع المغربيمن ناحية، و ومن ناحية أخرى فإنها ستدعم مطالب المجتمع المدني المغربي.
سنة 2008، إمكانية تمويل من الصندوق العالمي للنساء  لـمسرح أكواريوم جعلته ينتقل الى مقره الخاص، منزل له فناء تقليدي في منطقة العكاري الشعبية وأصبح أول مسارح الأحياء في البلاد. تنضافت أنشطة جديدة داخل مسرح أكواريوم مثل التدريب وورش العمل والأمسيات الفنية والمعارض إلى ...
سنة 2012، اتصلت مها سانو بنعيمة زيطان واقترحت عليها العمل على مسرحية تعالج موضوعا طابو في المجتمع المغربي: موضوع الجنس عند المرأة. نظمت ورشات عمل للمناقشة وسلسلة من الاستبيانات،جمعت أكثر من 120سيدة من مختلف الطبقات الاجتماعية، داخل مسرح أكواريوم. بعد هذه اللقاءات، كتبت مها سانو ربيع القلب ، وقامت نعيمة زيطان بمراجعة النص وأعادت تسميته إلى ديالي . هذه المسرحية أثارت لغطا كبيرا جعل المخرجة والممثلات (فريدة بوعزاوي، نورية بنبراهيم وآمال بن حدو) مستهدفين من قبل الفئات المحافظة 
سنة 2013، تحت قيادة نعيمة زيطان، انطلق مسرح أكواريوم في تجربة منتدى المسرح . وعلى مدى تسعة أشهر، تم تنظيم موائد مستديرة تتناول القضايا الأساسية في المجتمع المغربي. بتهدف تجميع المادة لكتابة مشاهد قصيرة تعرض على الجمهور فيما بعد . تتناول المواضيعالمسكوت عنها في المجتمع مثل: زواج القاصرات المغتصبات من مغتصبهن، والإجهاض ، والسياحة الجنسية ، وعمل الفتيات القاصرات كخادمات بيوت، والفن النظيف، والنساء وعالم السياسة، والنساء في الفضاء العام.
المسرح الوطني محمد الخامس اتصل بنعيمة زيطان سنة 2014،لتكريم المخرج المغربي الطيب الصديقي . لهذه المناسبة قامت نعيمة زيطان بأخراج مسرحيته "سحور",.
سنة 2015، اتجهت نعيمة زيطان نحو مجموعة أخرى مهمشة، وهي مجموعة العاهرات الموجودة في السجون. من قصص حقيقية لعاهرات معتقلات في سجون مدينة طنجة، تم الإشتغال على نصوص رشيد أمهجور وصياغتها من قبل المخرجة، لتنتج عنها مسرحية "تلفة"التي جسدنها الممثلات آمال بنحدو، هاجر الحامدي، جمــــــــيلة الهــــوني، شــيماء أجبيري,.
بعد وفاة عالمة الاجتماع فاطمة المرنيسي سنة 2015، طلب من نعيمة زيطان في سنة 2017 تقديم مسرحية تكريما لفاطمة المرنيسي .لجأت المخرجة نعيمة زيطان ،للمرة الثانية في مسيرتها الفنية، لصديقتها الكاتبة حليمة زين العابدين لكتابة نص مستوحى من كتاب Rêves de Femmes ،الذي سيقدم كمسرحية تحمل اسم فاطمة.
سنة 2018 تناولت المخرجة نعيمة زيطان موضوعان يتعلقان بأوضاع المرأة في المغرب: الميراث في مسرحية تريز الحساب  والولادة في نزلو على سلامتكم حيث قلبت الأدوار مرة أخرى ووضعت رجلان في حالة حمل,.
سنة 2019، دعت نعيمة زيطان حوالي عشرة مؤلفين وصحفيين وكتاب مغاربة إلى إنتاج نصوص قصيرة حول مسألة القناع المجتمعي والعنف الخفي خلفه. وبعد عمل درامي مكثف، أنتجت المخرجة مسرحية "القناع" . ولن يتم عرض هذه المسرحية أمام الجمهور إلا في سنة 2021 بسبب الأزمة الصحية المرتبطة بوباء كوفيد-19 التي عاشها العالم اعتبارًا من عام 2020.
سيتم تنظيم مهرجان الرباط الدولي للمخرجات (جسد) سنة 2022، في إطار التعاون بين مسرح أكواريوم ومسرح أنفاس. وفي حفل افتتاح الدورة الأولى للمهرجان أكتوبر من نفس السنة ،تم عرض مسرحية القناع ., ,.

## إنجازات

### أفلام قصيرة
- بلمكتوب: 2020
- رايدة:2021

### المنشورات
- أحمر + أزرق = أرجواني مسرحية[21]
- إيروتيكا:ديوان شعري [22]